# Shamsuddin Ilyas shah
Chamssoudine ou Shamsuddin Ilyas Shah (bengali : শামসুদ্দীন ইলিয়াস শাহ) est le premier sultan du sultanat du Bengale sous ce qui sera la dynastie Ilyâs Shâhî (en) et, correspondant en grande partie à l'actuelle région du Bengale. Il y règne de 1342 à 1358.